# Bisbat de Brescia

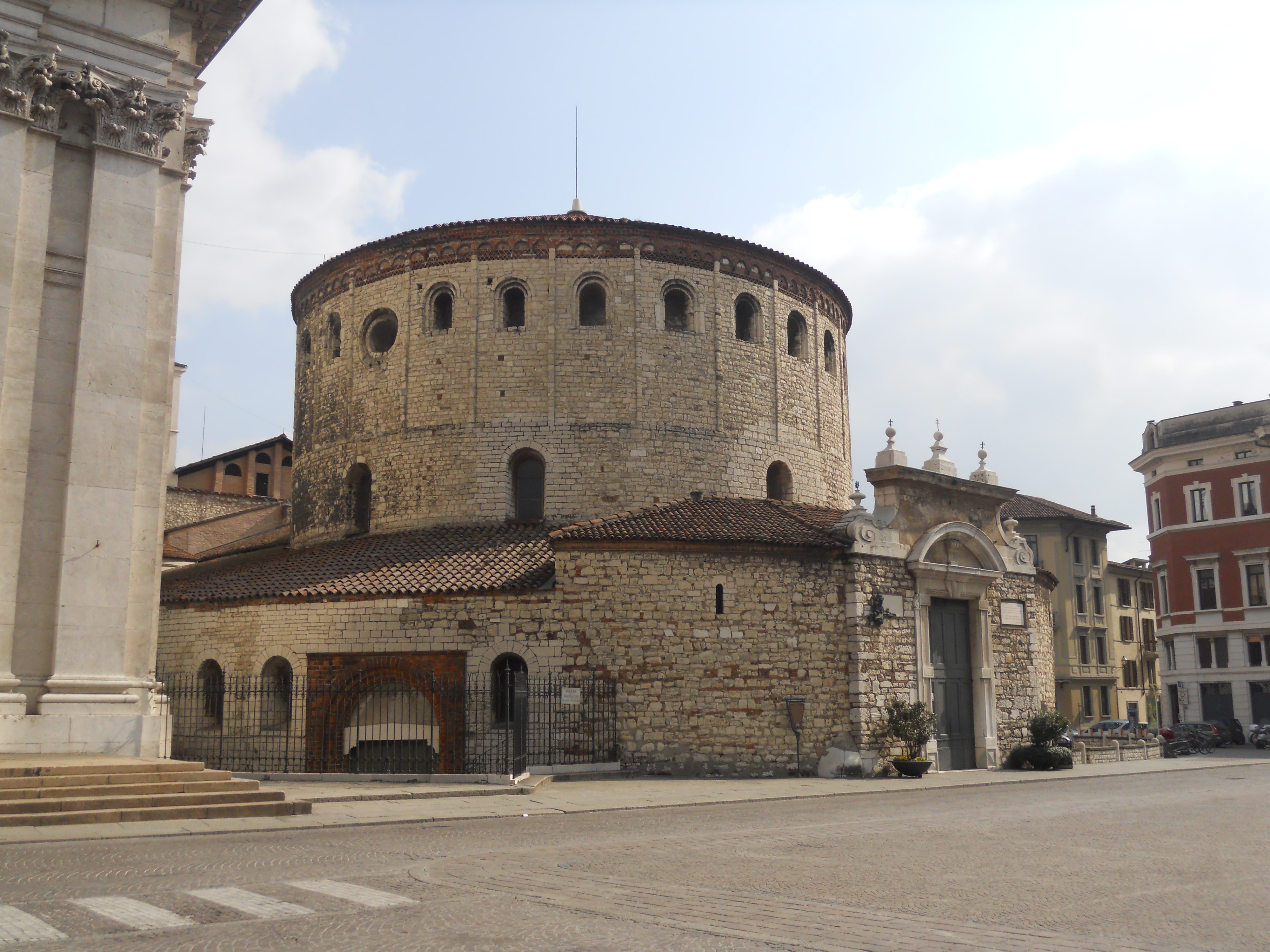
La concatedral de Santa Maria Assumpta

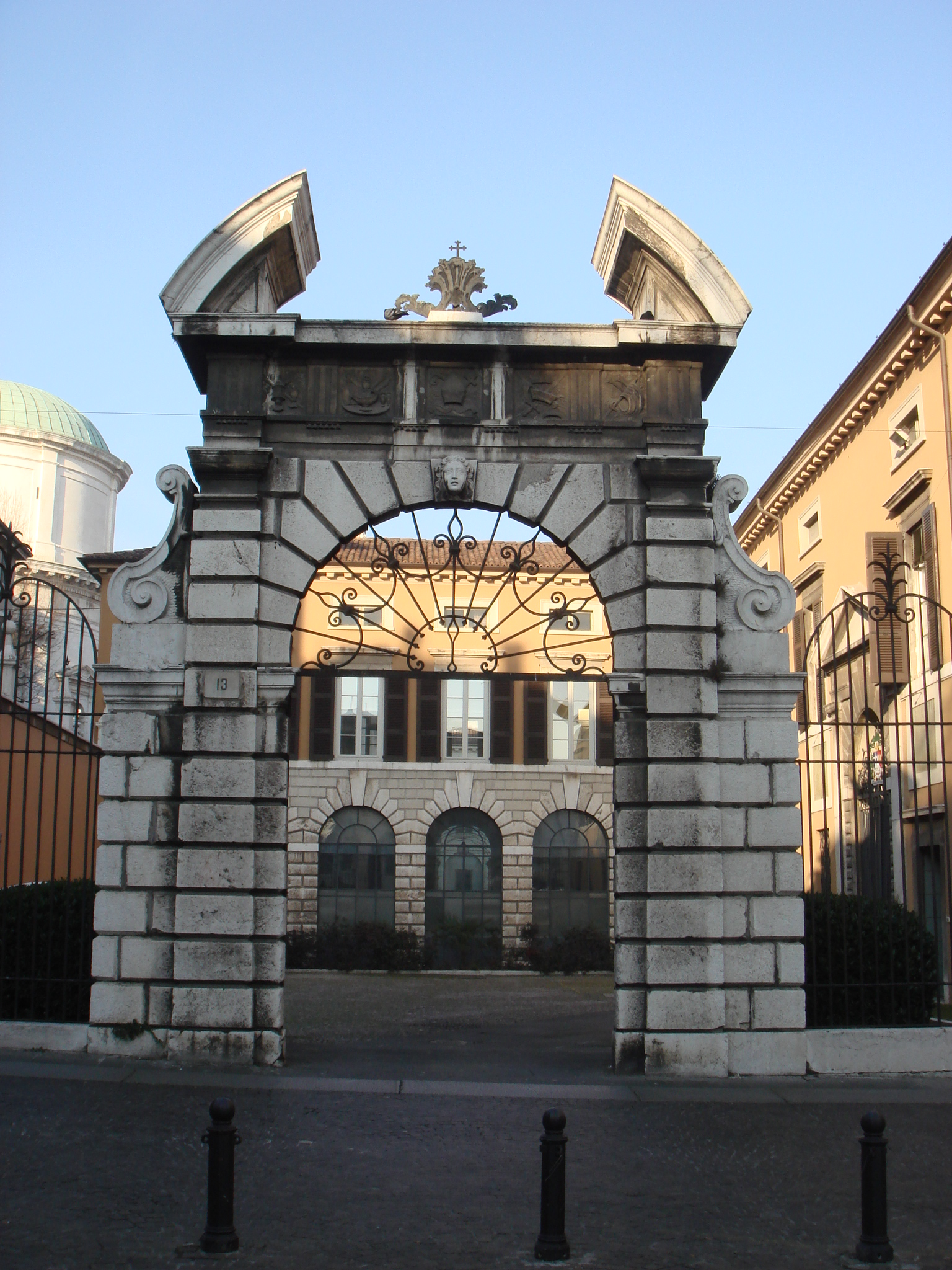
Entrada al bisbat de Brescia

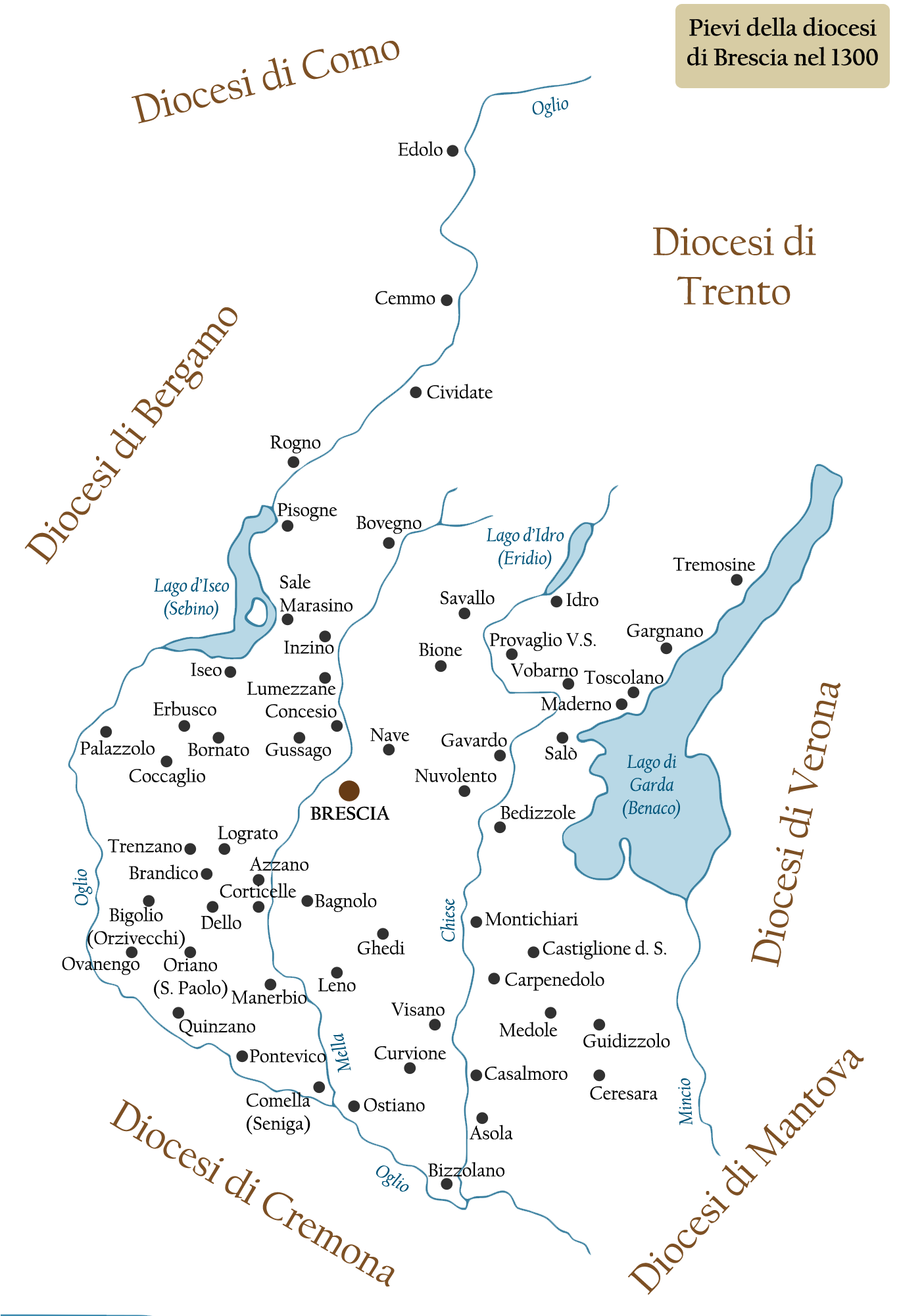
Pobles de la diòcesi de Brescia al 1300

El bisbat de Brescia (italià: diocesi di Brescia; llatí: Dioecesis Brixiensis) és una seu sufragània de l'Arquebisbat de Milà de l'Església catòlica que pertany a la regió eclesiàstica Llombardia. El 2012 tenia 956.500 batejats d'un total d'1.136.500 habitants. Actualment està regida pel bisbe (a títol personal) Luciano Monari.

## Territori
El territori de la diòcesi comprèn tots els pobles de la província de Brescia llevat el baix Garda al sud de Salò, excloent Lonato, Desenzano del Garda i Sirmione; que pertanyen a la diòcesi de Verona; i Paratico, que pertany a la de Bèrgam. De la província de Bèrgam ho són els municipis de Palosco, Lovere, Costa Volpino, Rogno i Bossico.
La seu episcopal es troba a la ciutat de Brescia, on es troba la catedral de Maria Santíssima Assumpta i la cocatedral de Santa Maria Assumpta.
El territori està dividit en 473 parròquies, agrupades en 32 zones pastorals.

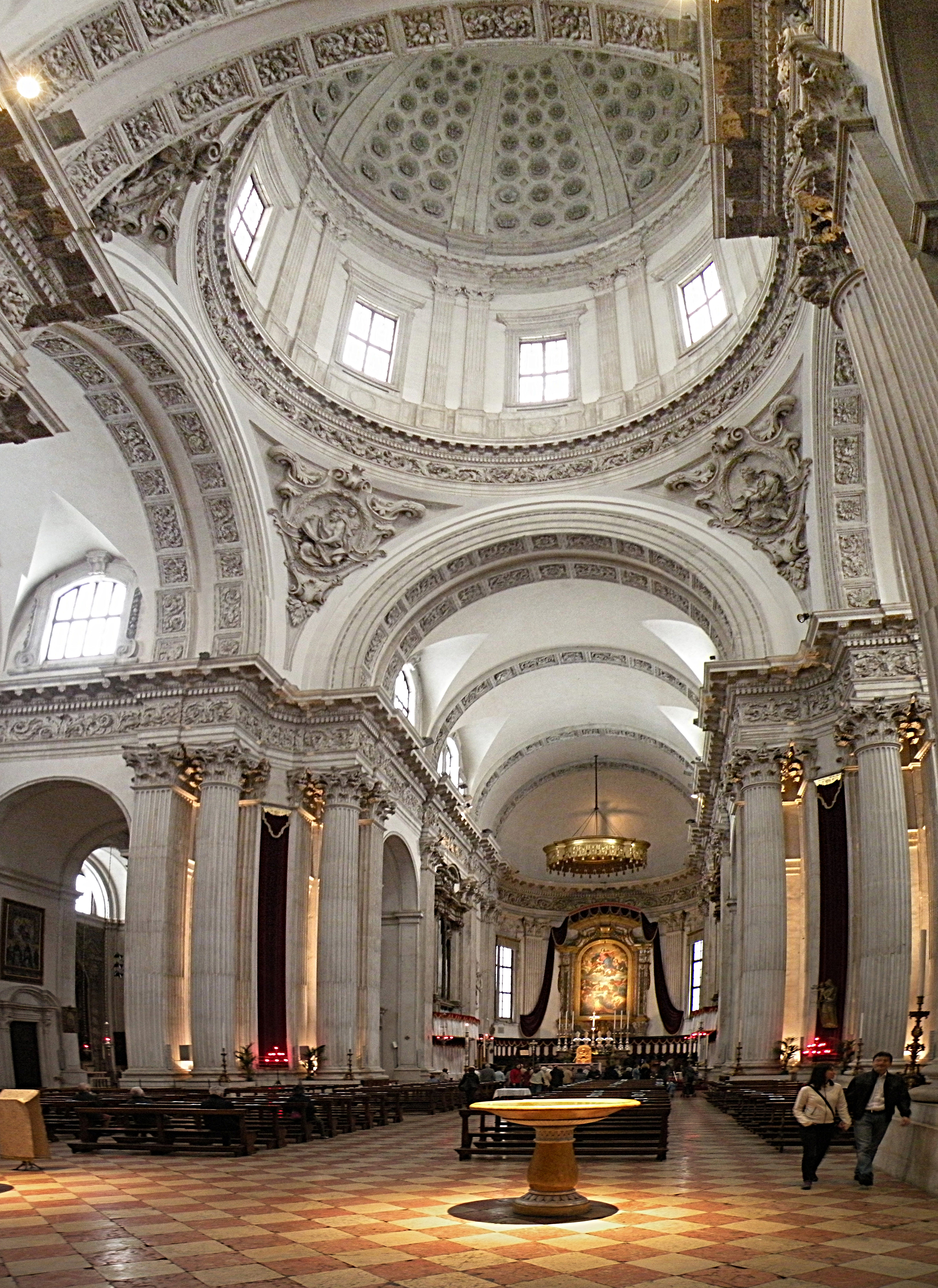
Interior del Duomo nuovo

## Sants patrons
Els patrons principals de la diòcesi són Sants Faustí i Jovita, mentre que els copatrons són Santa Maria Assumpta, Santa Àngela Merici i Sant Siro de Pavia.

## Història
Els orígens del cristianisme a Brescia són incerts. El primer bisbe present a Brèscia possiblement va ser sant Anatalone, bisbe de Milà, a inicis del segle iii. Pràcticament és segur que l'església bresciana va ser una filiació de la de Milà.

### Edat mitjana
El primer bisbe històricament documentat és Ursicino, que participà en el concili de Sàrdica entre el 342 i el 344. De les homilies de Gaudenzio (entre els segles IV i V) es fa evident que ja en aquest període el cristianisme estava arrelat a la societat de Brescia, tot i que quedaven restes de paganisme.
Durant l'època dels longobards es fundà el monestir de Sant Salvador (762) a la ciutat, i el masculí a Leno (758); ambdós van ser instituïts pel rei Desideri.
En temps del bisbe Notingo (meitat del segle ix), el bisbe de Brescia tenien els títols i drets dels comtes.
Al segle xi la ciutat de Brescia es va sotmetre a les lluites entre el Papat i l'Imperi, amb l'elecció de dos bisbes. La corrupció del clergat portà que Arnau de Brescia iniciés la seva predicació fins que va ser expulsat de la ciutat.
Berardo Maggi, elegit el 1275, va ser el primer bisbe que va tenir els títols de marquès, duc i comte.

### L'època moderna
Durant el període de la dominació veneciana els bisbes eren triats per la Sereníssima i la diòcesi gaudí d'un període de tranquil·litat, torbada només per l'aparició de l'heretgia a valli camune i triumpline.
A finals del segle xvii, la ciutat de Salò, capitàl de la Magnífica Patria de la Rivera de Salò, es preguntà per unificar les parròquies dels municipis que fins llavors estaven dividits en tres diòcesis (Brescia, Trento i Verona). La ferotge oposició dels ciutadans de Brescia, sempre contraris a l'autonomia riverenca, i la mort de Carles Borromeu, qui donava suport al projecte, va fer que no progressés.
Entre els principals protagonistes de la reforma tridentina emergeix la figura del bisbe Domenico Bollani, que implantà els decrets conciliars mitjançant nombroses visites pastorals i l'establiment del seminari diocesà el 1568.
Al segle xviii es construí la Catedral de Santa Maria Assumpta, substituint la Catedral vella.
El 12 de setembre de 1818 el Papa Pius VII decretà la supressió de l'abadia nullius d'Asola; i les seves tretze parròquies van ser incorporades al bisbat de Màntua i dues a la de Brescia.
El 1893 es va fundar el setmanari diocesà La Voce del Popolo, que encara es publica.

### Època contemporània
Al segle xx, la diòcesi de Brescia es caracteritzà per una intensa activitat pastoral. Particularment significativa és la creació dels oratoris parroquials (més de quatre-cents distribuïts per tot el territori provincial) dotats d'estructures recreatives i esportives, bar, sales d'assaig de música, cinema i teatre. El 1902 es fundà la Federació Juvenil Lleó XIII per Lorenzo Pavanelli i pel bisbe Giacomo Maria Corna Pellegrini, amb l'objectiu de donar suport i desenvolupar les activitats de pastoral juvenil als oratoris. El 1960 el vicari episcopal Guglielmo Bosetti i el bisbe Giacinto Tredici van intentar renovar aquests oratoris.
El 1963 el cardenal brescià Giovan Battista Montini va ser elegit al soli papal amb el nom de Pau VI. El 1981 l'activitat dels oratoris de Brescia van rebre un impuls especial mitjançant la constitució del Secretariat dels Oratoris, dirigit pel prevere Amerigo Barbieri i promogut pel bisbe Bruno Foresti; el 1983 va néixer la revista Il Gabbiano com a orgue de col·legiament de les activitats diocesanes i com a reflexió sobre la pastoral juvenil; el 2002 es constituí el Centre d'Oratoris de Brescia, obra de mons Claudio Paganini amb el bisbe Giulio Sanguineti, i l'any següent es realitzà la Trobada Eclesiàstica Diocesana "Generacions de Fe", durant la qual es decidí iniciar la reforma del catecisme tradicional en el model del ICFR.
Amb l'intent de promoure la formació dels laics i dels joves les activitats als oratoris brescians el 2009 s'obrí la Casa de Formació Bruno Foresti.
El 2013 el bisbe Luciano Morini inicià el Sínode diocesà Comunitat en Camí, per iniciar la reforma de la unitat pastoral parroquial.

## Cronologia episcopal
El catàleg episcopal més antic de Brescia apareix a un manuscrit, anomenat codice queriniano, que el Brunati atribueix a la meitat del segle xi. La relació de bisbes fins al segle ix apareix també al discurs que el bisbe Rampert va tenir al 838 en ocasió del trasllat de les restes del seu predecessor de l'església de Sant Andreu a la catedral, on el bisbe recordà tots els bisbes que van succeir a Filastro, septimus episcopus brixiensem, fins al seu episcopat. Per l'antiguitat del testimoni, aquest catàleg és considerat com autèntic.
- Sant' Anatalone ? † (inici del segle iii)
- San Clateo † (segona meitat del segle iii o inicis del IV)
- San Viatore † (inicis del segle iv)
- San Flavio Latino † (segle iv)
- Sant'Apollonio † (segle iv)
- Sant'Ursicino o Ursacio † (citat el 342/344)
- San Faustino † (segona meitat del segle iv)
- San Filastrio † (vers 379 - 17 de juliol de 387 mort)[4]
- San Gaudenzio † (inicis de 397 - finals de 406)
- San Paolo † (inici del segle v)
- San Teofilo † (primera meitat del segle v)
- San Silvino † (primera meitat del segle v)
- San Gaudioso † (primera meitat del segle v)
- Sant'Ottaziano † (citat el 451)
- San Vigilio † (segona meitat del segle v)
- San Tiziano † (fine segle v)
- San Paolino (Paolo) † (inici del segle vi)
- San Cipriano † (primera meitat del segle vi)
- Sant'Ercolano † (segle vi)
- Sant'Onorio † (segona meitat del segle vi)
- San Rusticiano † (finals de segle vi)
- San Dominatore † (finals de segle vi)
- San Paolo † (inicis de segle vii)
- San Paterio † (inicis del segle vii)
- Sant'Anastasio † (segle vii)
- San Domenico † (vers 655 - vers 671)
- San Felice † (finals del segle vii)
- San Deusdedit (Diodato, Adeodato) † (inicis de 679 - finals de 680)
- Gaudioso † (finals del segle vii)
- Rusticiano † (inicis de segle viii)
- Apollinare † (inicis de segle viii)
- Andrea † (segle viii)
- Teobaldo † (meitat del segle viii)
- Vitale † (meitat del segle viii)
- Benedetto † (citat el 761)
- Ansoaldo † (citat el 774 ?)
- Cuniperto † (finals de segle viii)
- Anfrido † (citat el 813)
- Pietro † (inicis de segle ix)
- Rampert † (inicis de 827 - finals de 842)
- Notingo † (inicis de 844 - finals de 859)
- Antonio † (inicis de 863 - finals de 898)
- Ardingo † (inicis de 901 - 922)
- Landolfo † (922 - ?)
- Giuseppe † (meitat del segle x)
- Antonio † (inicis de 952 - finals de 969)
- Goffredo di Canossa † (inicis de 975 - 976 o 979 nomenat bisbe de Luni)
- Attone di Canossa † (segona meitat del segle x)
- Adalberto † (inicis de 996 - vers 1002)
- Landolfo † (vers 1002 - 26 d'abril de 1030 mort)
- Olderico (Olderico I) † (vers 1031 - finals de 1053)
- Adelmanno di Liegi † (inicis de 1059 - finals de 1060)
- Alderico (Olderico II) † (citat el 1074)
  - Conone † (citat el 1080) (cismàtic)
- Giovanni † (vers 1080 - vers 1098 mort)
  - Oberto † (citat el 1097 vers) (cismàtic)
- Arimanno da Gavardo † (vers 1098 - vers 1115)[5]
- Villano † (1116 - 1133)
- Manfredo Boccacci † (1133 - 7 de gener de 1153 mort)
- Raimondo de Monte Claro † (inicis d'1 de març de 1153 - 4 d'agost de 1173 mort)
- Giovanni Griffi detto Fiumicello † (inicis de 2 de juny de 1174 - 10 de novembre de 1195 mort)
- Giovanni da Palazzo † (18 de novembre de 1195 - 5 d'agost de 1212 mort)
- Alberto da Reggio † (22 de maig de 1213 - 1226 nomenat Patriarca d'Antioquia)
- Beat Guala de Roniis, O.P. † (inicis de 1229 - 5 de setembre de 1244 mort)
- Azzone da Torbiato † (1244 - 18 d'octubre de 1253 mort)
- Cavalcano Sala † (1253 - 1263 mort)
- Martino Arimanni † (15 de març de 1264 - 1275 mort)
- Berardo Maggi † (de setembre de 1275 - 6 d'octubre de 1308 mort)
- Federico Maggi † (2 de gener de 1309 - vers 1317, deposat o nomenat bisbe de Piacenza)
- Princivalle Fieschi † (27 de juliol de 1317 - 24 de maig de 1325 nomenat bisbe de Tortona)
- Tiberio della Torre † (24 de maig de 1325 - 1333 mort)
- Jacopo de Atti † (14 de juny de 1335 - 31 d'octubre de 1344 mort)
- Lamberto Balduino della Cecca † (3 de novembre de 1344 - 3 de setembre de 1349 mort)
- Bernardo Tricardo, O.Cist. † (23 d'octubre de 1349 - 15 de març de 1358 mort)
- Raimondo Bianchi, O.S.B. † (24 de setembre de 1358 - 1362 mort)
- Enrico da Sessa † (19 de desembre de 1362 - 22 d'octubre de 1369 nomenat bisbe de Como)
- Agapito Colonna † (22 d'octubre de 1369 - 11 d'agost de 1371 nomenat Patriarca de Lisboa)
- Stefano Palosti de Verayneris † (3 de setembre de 1371 - 30 de març de 1373 nomenat bisbe de Todi)
- Andrea de Aptis, O.E.S.A. † (30 de març de 1373 - 1378 mort)
- Nicolò Zanasio † (1378 - 1383 o 1384 nomenat arquebisbe de Benevento)
- Andrea Segazeno, O.E.S.A. † (14 de gener de 1383 o 1384 - dopo l'11 de març de 1387 mort)
- Tommaso Visconti, O.E.S.A. † (28 de gener de 1388 - 1 de febrer de 1390 nomenat bisbe de Cremona)[6]
- Francesco Lante, O.F.M. † (13 d'abril de 1390 - 21 d'octubre de 1390 nomenat bisbe de Cremona)
- Tommaso Visconti † (21 d'octubre de 1390 - 28 de març de 1397 nomenat bisbe in partibus di Egina) (per segon cop)
- Tommaso Pusterla † (28 de març de 1397 - 1399 mort)
- Guglielmo Pusterla † (14 de març de 1399 - 1416 mort)
  - Antonio Correr, O.P. † (inicis del'11 de maig de 1409 - 15 de juliol de 1409 nomenat bisbe de Ceneda) (antibisbe)[7]
  - Pandolfo Malatesta † (1416 - 1419 dimesso) (administrador apostòlic)
- Francesco Marerio † (30 de gener de 1419 - 23 de març de 1442 nomenat bisbe de Montefiascone iCorneto)
- Pietro de Monte † (23 de març de 1442 - 12 de gener de 1457 mort)
- Bartolomeo Malipiero † (24 de gener de 1457 - 4 de novembre de 1464 mort)
- Domenico de Dominici † (14 de novembre de 1464 - 17 de febrer de 1478 mort)
- Lorenzo Zane † (27 de febrer de 1478 - 1480 dimesso)
- Paolo Zane † (19 de desembre de 1480 - de març de 1531 mort)
  - Francesco Corner (Cornaro) † (de març de 1531 - 13 de març de 1532) (administrador apostòlic)
- Andrea Corner (Cornaro) † (13 de març de 1532 - 30 de gener de 1551 mort)
  - Alvise Priuli (1551 - 1551) (bisbe eletto)
- Durante Duranti † (18 de febrer de 1551 - 24 de desembre de 1558 mort)
- Domenico Bollani † (15 de març de 1559 - 12 d'agost de 1579 mort)
- Giovanni Dolfin † (26 d'agost de 1579 - 1 de maig de 1584 mort)
- Gianfrancesco Morosini † (23 de setembre de 1585 - 14 de gener de 1596 mort)
- Marino Zorzi (Giorgi) † (4 de març de 1596 - 28 d'agost de 1631 mort)
- Vincenzo Giustiniani † (31 de gener de 1633 - 13 de febrer de 1645 mort)
- Marco Morosini † (31 de juliol de 1645 - 4 d'octubre de 1654 mort)
- Pietro Vito Ottoboni † (7 de desembre de 1654 - 9 de juny de 1664 dimití, després elegit Papa amb el nom d'Alexandre VIII)
- Marino Giovanni Zorzi (Giorgi) † (9 de juny de 1664 - 24 d'octubre de 1678 mort)
- Bartolomeo Gradenigo † (13 de juliol de 1682 - 29 de juliol de 1698 mort)
- Daniello Marco Delfino † (15 de setembre de 1698 - 5 d'agost de 1704 mort)
- Giovanni Badoer (Badoaro) † (7 de juny de 1706 - 17 de maig de 1714 mort)
- Gianfrancesco Barbarigo † (9 de juliol de 1714 - 20 de gener de 1723 nomenat bisbe de Pàdua)
- Fortunato Morosini, O.S.B. † (15 de març de 1723 - 25 de juny de 1727 mort)
- Angelo Maria Querini, O.S.B. † (30 de juliol de 1727 - 6 de gener de 1755 mort)
- Giovanni Molin † (17 de febrer de 1755 - 14 de març de 1773 mort)
- Giovanni Nani † (19 d'abril de 1773 - 23 d'octubre de 1804 mort)
  - Sede vacante (1804-1807)
- Gabrio Maria Nava † (18 de setembre de 1807 - 2 de novembre de 1831 mort)
  - Sede vacante (1831-1834)
- Carlo Domenico Ferrari, O.P. † (20 de gener de 1834 - 29 de novembre de 1846 mort)
  - Sede vacante (1846-1850)
- Girolamo Verzeri † (30 de setembre de 1850 - 1 de desembre de 1883 mort)
- Giacomo Maria Corna Pellegrini Spandre † (1 de desembre de 1883 succeduto - 21 de maig de 1913 mort)
- Giacinto Gaggia † (28 d'octubre de 1913 - 15 d'abril de 1933 mort)[8]
- Giacinto Tredici, O.SS.C.A. † (21 de desembre de 1933 - 19 d'agost de 1964 mort)
- Luigi Morstabilini † (7 d'octubre de 1964 - 7 d'abril de 1983 jubilat)
- Bruno Foresti (7 d'abril de 1983 - 19 de desembre de 1998 jubilat)
- Giulio Sanguineti (19 de desembre de 1998 - 19 de juliol de 2007 jubilat)
- Luciano Monari, des del 19 de juliol de 2007

## Calendari liturgic propri de la diòcesi
| Data                                    | Celebració                                               | Grau                           |
| --------------------------------------- | -------------------------------------------------------- | ------------------------------ |
| 16 de gener                             | Beat Giuseppe Antonio Tovini, laic                       | Memòria facultativa            |
| 23 de gener                             | Beata Paola Gambara Costa, laica                         | Memòria facultativa            |
| 27 de gener                             | Santa Àngela Merici, verge                               | Memòria facultativa            |
| 15 de febrer                            | Sants Faustí i Jovita, màrtirs, patrons de la diòcesi    | Festa Solemnitat a Brescia     |
| 18 de febrer                            | Santa Geltrude Caterina Comensoli, verge                 | Memòria facultativa            |
| 20 d'abril                              | Tots els Sants de l'Església bresciana                   | Festa                          |
| 26 d'abril                              | San Giovanni Battista Piamarta, sacerdot                 | Memòria facultativa            |
| 11 de maig                              | Beata Annunciata Cocchetti, verge                        | Memòria facultativa            |
| 16 de maig                              | San Riccardo Pampuri, religiós                           | Memòria                        |
| 18 de maig                              | Santes Bartolomea Capitanio i Vincenza Gerosa, religiosa | Memòria                        |
| 21 de maig                              | Sant Arcangelo Tadini, sacerdot                          | Memòria facultativa            |
| 22 de maig                              | Santa Júlia de Còrsega, verge e martire                  | Memòria                        |
| 28 de maig                              | Beat Lodovico Pavoni, sacerdot                           | Memòria facultativa            |
| 9 de juny                               | Beat Mosè Tovini, sacerdot                               | Memòria facultativa            |
| 16 de juny                              | Beata Stefana Quinzani, verge                            | Memòria facultativa            |
| 20 de juny                              | Beat Giovanni Battista Zola, sacerdot i màrtir           | Memòria facultativa            |
| 4 de juliol                             | Dedicació de la catedral                                 | Festa Solemnitat a la catedral |
| 27 de juliol                            | Beata Maria Maddalena Martinengo, verge                  | Memòria facultativa            |
| 12 d'agost                              | Sant Ercolano, bisbe                                     | Memòria                        |
| 25 d'agost                              | Beata Maria Troncatti, verge                             | Memòria facultativa            |
| 4 de setembre                           | Beat Guala de Roniis, bisbe                              | Memòria facultativa            |
| 28 de setembre                          | Beat Innocenzo da Berzo, sacerdot                        | Memòria facultativa            |
| 10 d'octubre                            | San Daniele Comboni, bisbe                               | Memòria                        |
| 13 d'octubre                            | Beat Giovanni Bodeo, religioso e martire                 | Memòria facultativa            |
| 25 d'octubre                            | Sants Filastri i Gaudenzio, bisbe                        | Festa                          |
| 27 d'octubre                            | Santa Teresa Eustochio Verzeri, verge                    | Memòria                        |
| domenica precedente il 1 de novembre de | Dedicazione della propria chiesa                         | Solemnitat                     |
| 7 de novembre                           | Beat Sebastiano Maggi, sacerdot                          | Memòria facultativa            |
| 9 de desembre                           | San Siro, bisbe                                          | Memòria                        |
| 15 de desembre                          | Santa Maria Crocifissa Di Rosa, verge                    | Memòria                        |

## Estadístiques
A finals del 2012, l'arxidiòcesi tenia 956.500 batejats sobre una població d'1.136.500 persones, equivalent al 84,2% del total.

| any  | població  | població  | població | sacerdots | sacerdots       | sacerdots       | sacerdots             | diaques | religiosos | religiosos | parroquies |
| ---- | --------- | --------- | -------- | --------- | --------------- | --------------- | --------------------- | ------- | ---------- | ---------- | ---------- |
| any  | batejats  | total     | %        | total     | clergat secular | clergat regular | batejats por sacerdot | diaques | homes      | dones      |            |
| 1950 | 816.522   | 816.565   | 100,0    | 1.207     | 932             | 275             | 676                   |         | 449        | 2.868      | 423        |
| 1959 | ?         | 859.079   | ?        | 1.123     | 953             | 170             | ?                     |         | 156        | 3.944      | 454        |
| 1970 | ?         | 920.148   | ?        | 1.255     | 971             | 284             | ?                     |         | 406        | 4.450      | 481        |
| 1980 | 967.000   | 1.000.000 | 96,7     | 1.223     | 968             | 255             | 790                   |         | 370        | 3.709      | 493        |
| 1990 | 981.000   | 1.005.938 | 97,5     | 1.142     | 909             | 233             | 859                   | 12      | 404        | 2.745      | 470        |
| 1999 | 995.600   | 1.037.900 | 95,9     | 1.108     | 887             | 221             | 898                   | 24      | 340        | 2.361      | 469        |
| 2000 | 983.000   | 1.025.248 | 95,9     | 1.089     | 871             | 218             | 902                   | 24      | 353        | 2.461      | 469        |
| 2001 | 1.025.116 | 1.041.466 | 98,4     | 1.097     | 872             | 225             | 934                   | 26      | 358        | 2.455      | 469        |
| 2002 | 1.030.785 | 1.047.135 | 98,4     | 1.086     | 866             | 220             | 949                   | 29      | 354        | 2.354      | 473        |
| 2003 | 1.052.850 | 1.070.800 | 98,3     | 1.090     | 873             | 217             | 965                   | 30      | 313        | 2.205      | 469        |
| 2004 | 968.389   | 1.074.389 | 90,1     | 1.084     | 874             | 210             | 893                   | 34      | 326        | 2.148      | 469        |
| 2006 | 959.680   | 1.094.686 | 87,7     | 1.059     | 843             | 216             | 906                   | 35      | 322        | 2.149      | 470        |
| 2012 | 956.500   | 1.136.500 | 84,2     | 985       | 784             | 201             | 971                   | 51      | 296        | 1.688      | 473        |